# 神札

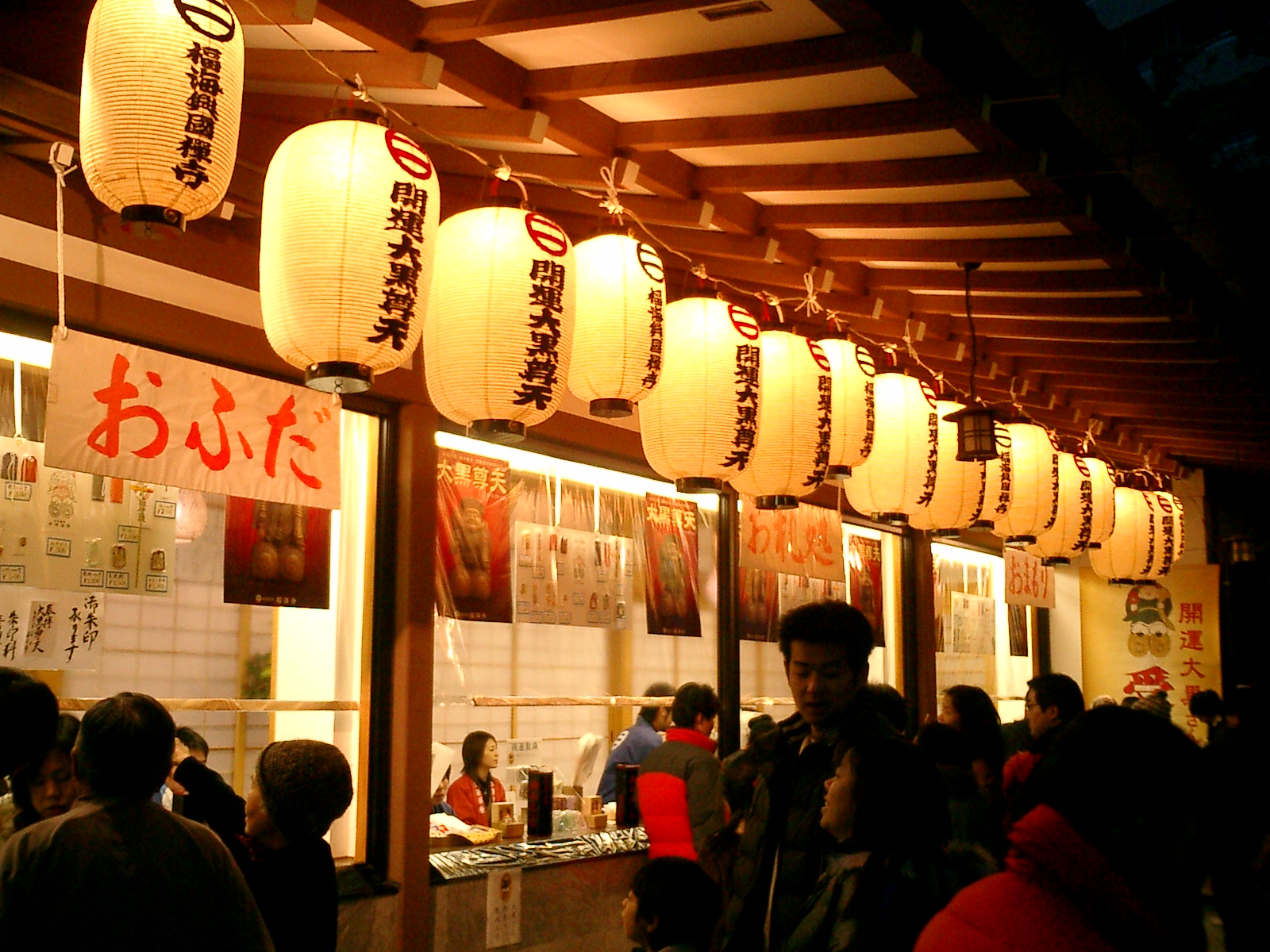
おふだ頒布場 福海寺（神戸市）

神札（しんさつ）は、神社が氏子などに頒布する授与品。かつての神宮寺など仏教寺院でも頒布しているところがある。

## 概要
御神札（ごしんさつ、おふだ）、お札（おふだ）などともいい、神社から下賜（かし）されるもののうち最も重要な神の璽（しるし）であるとする。なお、神璽（しんじ）とは一般には三種の神器のことで、天皇が皇位を継いだ証とされるものであるが、ここではその神社で崇敬している対象を指し、また下賜された神札もそれと同様であると解釈される。
神札を守札（まもりふだ、しゅさつ）、神符（しんぷ）と呼ぶ神社もある。下賜されるものは他に「御守」（「お守り」「守札」）、「撤饌」（「おさがり」、神前へ供えられた食品や神酒）がある。神札は紙製であることが多いが、神社によっては木製（木札＝きふだ）、金属製のものもある。また紙1枚のものもあれば、和紙に折りたたんで中に神札を封印してあるもの（紙札＝かみふだ）もあるが、この場合は開封は厳禁である。表面には神社名や祭神名が書かれている。
日本の神社や寺院で配布される「お札」やお守りは鎌倉時代から存在するが、これらは道教の符録を日本化して利用したのが始まりである。1868年（慶応4年）の神仏分離以前は、長きに亘る歴史の中での相互作用から、神道以外の神を祭祀していた神社もあった。こうした神社では、現在も仏教寺院と同様に護符として扱うところがある。
一般的には下記に示す方法で取り扱うが、近年は参詣の記念品として持ち帰るだけの利用者もある。これに類して、純粋に参詣の記念としての千社札は、神社で公式には取り扱っていないことが多い私的な物であり、江戸時代以降、千社札を神社の神域内に貼り付けることが流行し、現在も水屋や鳥居などに貼り付けた名残が見られることがある。しかし、千社札においても神社の許可を得た上で貼り付けなければならない。

## 一般的な取り扱い方

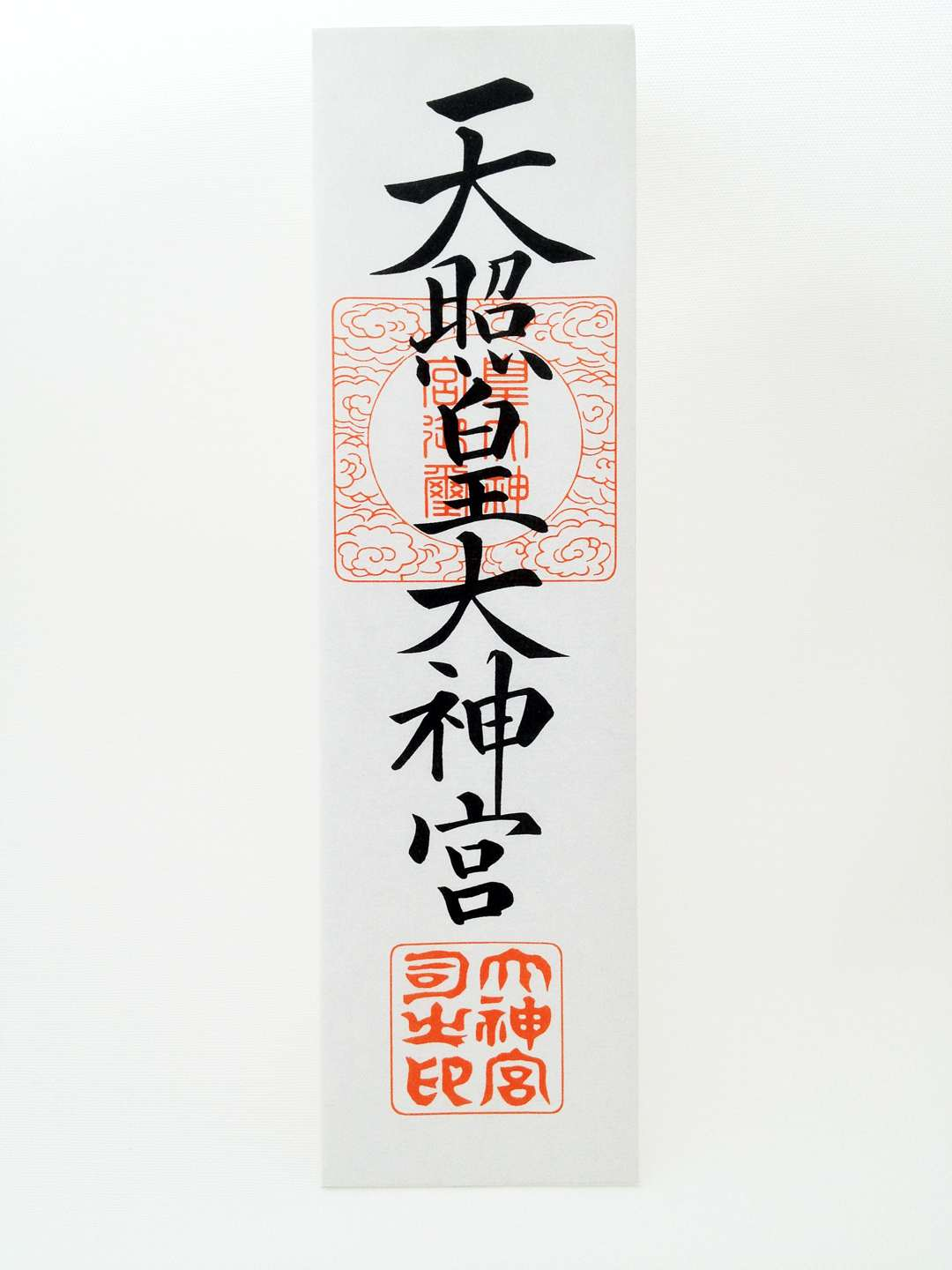
伊勢神宮から頒布される神札の神宮大麻（じんぐうたいま）。

通常は神社に併設される社務所や札所でその神社の神札が頒布されている。伊勢神宮の内宮の神宮大麻に限っては、大きな神社であれば頒布されている。対価を払うことを「初穂料を納める」といい、古くは支配豪族が先導して開発した田畑で最初に収穫した稲穂を領民に下賜するときに、その費用対価として徴収したことに由来する。
年始など1年のうちで最も大切な参詣の時に、それまで家にあった旧い神札を「返納」し、新しい神札を頂いて持ち帰る。そして、自宅の重要な位置に設置してある神棚に納め、1年の間大切に祀って家内安全・無病息災などを祈る。神棚がない場合でも、自分の目線より高い位置に置いて祀ればよいとされている。神札の種類によっては台所（荒神、竃神など）、玄関（大歳神、門守りなど）、鬼門（災厄除け、方位除け）の方角に置くものもある。1年後、また参詣の折に神札を返すことを繰り返してゆく。

### 祈祷神符
神社で祈祷を受けた時に受ける神札は、祈祷神符と呼ばれることもある。祈祷神符は神棚へ納められるものは神棚へ納める。（もちろん神社や地域によって違いがある。）
熊野三山で頒布される熊野牛王符（牛王宝印）は、平安時代から近世には裏面が起請文に用いられた。

## 守札
守札は通常「お守り」と呼ばれ、錦などで作られた袋に入れられた状態で頒布されている。元々は陰陽道や寺院で作られたものが神道にも導入されたものである。今日でも、寺院でも神社と同様の守札が頒布されている。お札が家庭の鎮守であるのに対し、守札は身につけて個人的に神の守護を願うものである。